# Râul Cianod
Râul Cianod este un curs de apă, afluent al râului Mureș. 